# Хало, Владимир Алексеевич
Владимир Алексеевич Хало (1922—1993) — участник Великой Отечественной войны, командир роты управления 179-й отдельной танковой бригады 3-й танковой армии Юго-Западного фронта, Герой Советского Союза, старший лейтенант.

## Биография
Родился в семье рабочего. Украинец (отец — украинец, мать — еврейка). Член ВКП(б)/КПСС с 1948 года. Окончил 10 классов.
В Красной Армии с июля 1941 года. В 1942 году окончил Харьковское танковое училище. В действующей армии с июня 1942 года.
Командир роты управления 179-й отдельной танковой бригады (3-я танковая армия, Юго-Западный фронт) кандидат в члены ВКП(б) старший лейтенант Владимир Хало особо отличился во время Харьковской наступательной операции.
15 февраля 1943 года вверенная старшему лейтенанту Хало В. А. танковая рота успешно отразила контратаки противника у села Котляры Готвальдовского района Харьковской области Украины.
В бою 2 марта 1943 года за село Тарановка экипаж боевой машины отважного офицера-танкиста вывел из строя самоходную артиллерийскую установку и уничтожил до взвода пехоты гитлеровцев. Будучи ранен, в подбитом танке, шесть часов вёл бой, выйдя из него победителем.
Указом Президиума Верховного Совета СССР «О присвоении звания Героя Советского Союза начальствующему и рядовому составу Красной Армии» от 18 мая 1943 года за «образцовое выполнение боевых заданий командования на фронте борьбы с немецкими захватчиками и проявленные при этом отвагу и геройство» удостоен звания Героя Советского Союза с вручением ордена Ленина и медали «Золотая Звезда» (№ 1061).
В 1945 году уволен в запас, жил в Одессе (с 1965 года — город-герой), работал инспектором таможни. В 1949 году он вновь призван в армию. В 1956 году окончил курсы усовершенствования офицерского состава. С 1956 года — в запасе в звании майора, а затем в отставке. Жил в городе-герое Одессе.
Похоронен на Городском кладбище в Одессе.

## Награды
Награждён орденом Отечественной войны 1-й степени, двумя орденами Красной Звезды, медалями.

## Память
Имя Героя носила пионерская дружина одесской школы № 120.